# Доња Обрешка
Доња Обрешка је насељено место у општини Клоштар Иванић, Хрватска. До нове територијалне организације у Хрватској, налазило се у саставу бивше велике општине Иванић Град.

## Становништво
| Националност       | 1991.        |
| Хрвати             | 149 (99,33%) |
| Срби               | 0            |
| Југословени        | 1 (0,66%)    |
| остали и непознато | 0            |
| Укупно             | 150          |